# Barrera de seguretat

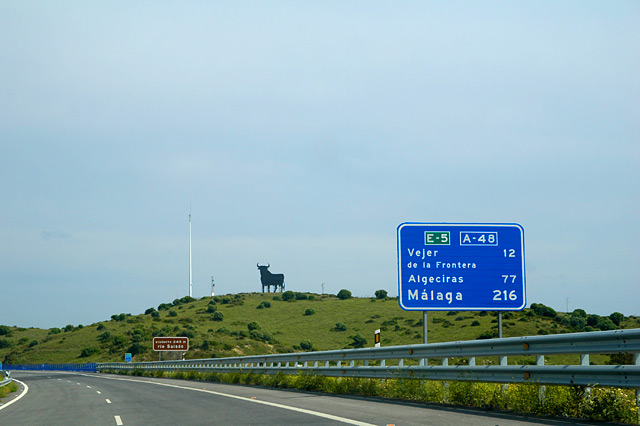
Barrera de seguretat al costat de la carretera.

Una barrera de seguretat és un element de protecció de seguretat viària passiva, col·locat als costats de la via, per separar vies de sentit contrari, o en trams perillosos per impedir que els vehicles surtin de la calçada o puguin xocar amb elements més perillosos que la mateixa tanca. Alguns tenen reflectors incorporats.

## Història i Context
La barrera de seguretat és una barrera de seguretat actualment formada per unes "columnes de suport" d'acer clavades al regall (berma) de la calçada, que subjecten una barrera d'acer galvanitzat en fred, de doble ona, de manera que tècnicament es coneix com a "barrera doble ona". Inicialment, van ser d'una sola ona i, per tant, la seva deformació amb l'impacte era major. Existeixen models fins i tot folrades de fusta, per trams amb categoria de parcs naturals o similars.
Les seves "columnes de suport" es claven mitjançant martinets d'impacte i sobre ells se situen els denominats amortidors, que al seu torn suporten la barrera de seguretat. Aquestes "columnes de suport" provoquen a l'any un 15% de les morts i un 60% de les lesions produïdes en accident de moto el que està portant el col·lectiu motociclista a realitzar nombroses mobilitzacions per aconseguir la retirada de les antigues biones i la instal·lació d'una nova generació de barreres que porta instal·lada una segona placa per davant de les "columnes de suport" i que evita l'impacte directe de les persones contra aquests elements tan perillosos situats a les vores de les carreteres.

## Fabricació i ús

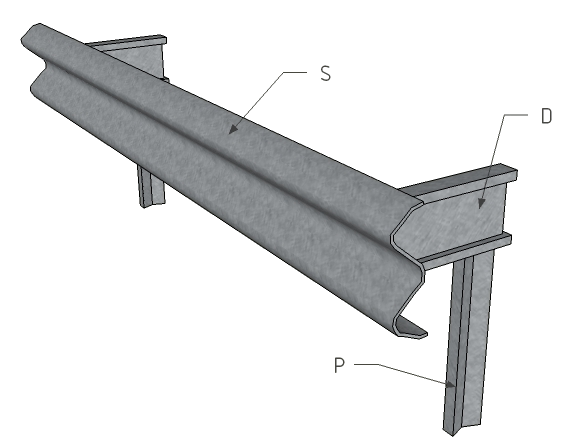
Components d'un guarda-rail estàndard (Perfil): S - rail, D - espaiador, P - sigma post

Estan fets d'algun metall, normalment acer i eventualment d'alumini, i poden ser de diferents formes. L'acer, per les seves característiques de duresa i estabilitat, s'adapta millor a les funcions. Han de passar per un tractament de galvanitzat per evitar la seva corrosió.
S'empra en diferents tipus d'autopista o autovia i en carreteres de muntanya, ponts, entre d'altres, per evitar que els vehicles surtin de la carretera o via, i evitar així majors danys per als ocupants. Per exemple, en cas que el conductor del vehicle es quedi adormit al volant, evitaran que surti de la carretera o passi al carril contrari. La seva funció és absorbir l'impacte del vehicle, deformant i retornant el vehicle novament a la via. També cal destacar que l'inici de cada tram s'enterra o es desvia cap a l'exterior de la corba per intentar evitar un possible xoc frontal encara que en nombroses ocasions no s'aconsegueix. En cas d'un accident i segons l'angle d'impacte aquestes barreres poden arribar a travessar la carrosseria de l'automòbil produint gravíssimes lesions a les persones que viatgen dins.

## Crítiques

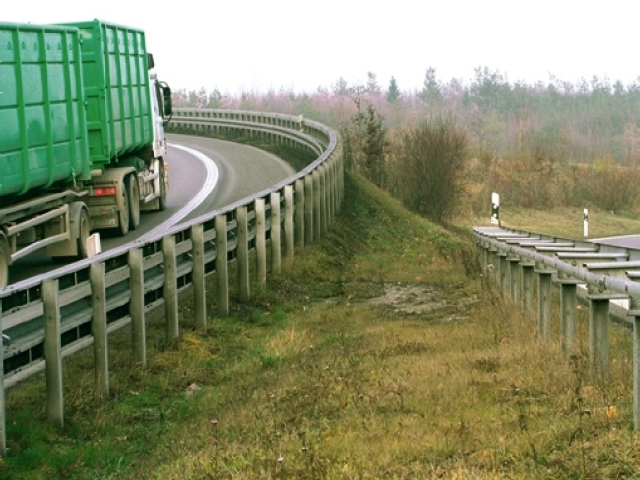
guarda-rail de tipus Super-Rail ™ (esquerra).

L'ús d'aquestes antiquades mesures de seguretat passiva és criticat per diferents sectors com motoristes i ciclistes que exigeixen el canvi per una nova generació de barreres amb proteccions SPM. Per a ells, fins i tot caigudes a baixa velocitat poden resultar veritablement perilloses per diferents motius:
1. El cos impacta contra els pals de la barrera produint gravíssimes lesions en les persones, com traumatismes, amputacions i en molts casos la mort.
2. El cos passa per sota de la barrera (i no acompleix la tasca per a la qual està dissenyada) podent acabar en el carril contrari o fora de la carretera.
Tot i que hi ha barreres amb proteccions SPM que solucionarien els problemes esmentats, actualment no totes les vies els inclouen.

## Alternatives i Prevenció
Per evitar aquest tipus d'accidents s'han anat proposant diferents sistemes:
- Col·locar una barrera paral·lela a la que ja existeix a una altura inferior, evitant que el cos es coli per sota.
- Envoltar els pals amb algun tipus de material d'absorció d'impactes (amortiment),  aquest últim sistema de protecció ha demostrat ser severament deficient, perquè no és capaç d'absorbir l'energia de col·lisions fins i tot molt per sota de les velocitats legals vigents.
- Barreres amb proteccions SPM. Consisteix en una placa de material deformable instal·lat davant dels pals que sustenten les biondes i que evita que els cossos passin per sota de les biones o impactin contra les subjeccions. A més, aquest material és deformable i, per tant, allibera gran part de l'energia de l'impacte.

De les tres opcions, les proteccions SPM són la solució més demanada per motoristes i ciclistes, ja que ha quedat més que demostrada la seva eficàcia.
- En moltes ocasions les biones metàl·liques de contenció se separen, actuant com una autèntica llança que travessa l'habitacle del vehicle, ocasionant ferides com amputacions o la mort als usuaris de l'automòbil.
- En el cas de  vehicles grans com tot terrenys, camions o autobusos, poden arrencar de soca-rel la barrera o bolcar per damunt en impactar i sortir de la via, de manera que per a ells tampoc és una bona solució.

No obstant això, la millor solució en aquests dos últims casos és la utilització de murs de contenció de formigó prefabricat. Els seus únics detractors són l'elevat cost inicial i una baixa absorció d'energia, en cas d'impacte amb angles elevats.